# Gérard Voisin (sculpteur)
Pour les articles homonymes, voir Voisin (homonymie).
Ne pas confondre avec l'homme politique Gérard Voisin.
Gérard Voisin est un sculpteur et poète français né en 1934 à Nantes.

## Biographie
En 2005, il est nommé Artiste pour la paix de l'UNESCO.
En 2021, il décide de faire don de ses œuvres à la ville des Moutiers-en-Retz, où il a son atelier.

## Œuvres
- Monument commémorant l'abolition de l'Esclavage, intitulée Tendresse, Égalité, Fraternité (2002) à Saint-Herblain, Loire-Atlantique.